# Carlo Legutti
Carlo Legutti (* 29. November 1912 in Mailand; † 1. März 1985 ebenda) war ein italienischer Radrennfahrer.

## Sportliche Laufbahn
Legutti war im Bahnradsport und im Straßenradsport aktiv. Er war Teilnehmer der Olympischen Sommerspiele 1936 in Berlin. Im Tandemrennen wurde er mit seinem Partner Bruno Loatti Vierter.
1933 gewann er das Eintagesrennen Coppa Raimondi.